# 橘輝
橘 輝（たちばな てかり、1986年3月22日 - ）は、日本の俳優。劇団鹿殺し所属。

## 来歴・人物
1986年3月22日、茨城県水戸市出身。日本大学芸術学部映画学科卒業。2007年11月劇団鹿殺し入団。第16回公演「殺ROCK ME!」以降すべての作品に出演しており、劇団公演では小道具も担当。高い運動能力と俊敏性を兼ね備え、老人から少年まで幅広く演じる。ライブパフォーマンスユニット「劇団鹿殺しRJP」のメンバーとしても活動し、ライブハウスや野外フェス等に多数出演。芸名の由来は当時メンバーが生活していた東久留米市からの移動途中にあった「輝工務店(てかりこうむてん)」から。

## 出演作品

### 舞台
- 劇団鹿殺し公演（プロデュース作品含む）
  - 第十六回公演「殺ROCK ME！～サロメ～」(2007年9月)
  - 第十七回公演「2008改訂版・百千万」(2008年1月)
  - オルタナティブズVol.3「轟きのうた」(2008年7月)
  - 第十八回公演「電車は血で走る」(2008年10-11月)
  - 第十九回公演「ベルゼブブ兄弟」(2009年2月)
  - 第二十回公演・回帰「赤とうがらし帝国」(2009年8月)
  - 10周年記念公演第一弾「スーパースター」(2010年1-2月)
  - 10周年記念ロングラン公演「電車は血で走る(再演)」(2010年6-7月)
  - 本多劇場進出公演「僕を愛ちて。～燃える湿原と音楽～」(2011年1月)
  - 夏の女優祭り「岸家の夏」(2011年7月 - 8月)
  - 紀伊國屋ホール進出公演「青春漂流記」(2012年1-2月)
  - ロックオペラ「田舎の侍」(2012年9-10月)
  - 音楽劇「BONE SONGS」(2013年2月 - 3月)
  - 楽団鹿殺し「喇叭道中音栗毛」(2014年3月)
  - 復活公演「ランドスライドワールド」(2015年1月 - 2月)
  - ロックオペラ「彼女の起源」(2015年6月)
  - OFFICE SHIKA PRODUCE「竹林の人々」(2015年7月 - 8月)
  - 活動15周年記念公演「キルミーアゲイン」(2016年1月)
  - 15周年記念・怒パンク時代劇「名なしの侍」(2016年7月)
  - 2017本公演 電車二部作「電車は血で走る」「無休電車」(2017年6月)
  - OFFICE SHIKA PRODUCE VOL.M「不届者」[2](2017年9月 - 10月)
  - OFFICE SHIKA REBORN「パレード旅団」[3](2017年12月)
  - ストロングスタイル歌劇「俺の骨をあげる」[4][5](2018年8月)
  - 新作本公演「傷だらけのカバディ」[6](2019年11月 - 12月)
  - 劇団鹿殺し2023本公演 ザ・ショルダーパッズ「この身ひとつで」(2023年7月)

- BABY EINSTEIN 第三回公演「ゴリラ」(2007年5月)
- 劇団チャリT企画「ときめき都内」(2007年11月)
- 丸尾丸一郎演出作品、OSAKAテラヤマ博‘07-‘08新宿公演「狂人教育」(2008年4月)
- 岡本貴也脚本･演出 舞台「俺たちの明日」[7](2014年1月)
- 岡本貴也脚本･演出 「暗転セクロスw」(2014年10月)
- 劇団めばち娘旗揚げ公演「ツチノコの嫁入り」(2015年9月)
- 朝劇 西新宿「恋の遠心力」[8](2015年10月)ゲスト出演 ※現在はレギュラー出演 - 神代/大隅 役
- 「曇天に笑う(再演)」[9](2016年5月) - 大吾 役
- 深作健太演出 音楽劇「夜のピクニック」(2016年9月)
- X-QUEST 2017 WINTER PERFORMANCE「ファントム・ビー」(2017年2月)
- 岡本貴也脚本･演出 陰陽公演 朗読劇「陰陽師 ～藤、恋せば 篇～」[10][11](2017年7月) - 安倍晴明 役
- 伊藤教人プロデュース公演 ゴリズム「アイケン」(2018年3月) 主演 - 愛川ケンヤ 役
- 劇団山本屋「午前5時47分の時計台」2018 (2018年10月) - みつる 役
- 舞台「鉄コン筋クリート」[12] (2018年11月、天王洲 銀河劇場) - バニラ 役
- MUSIC STAGE track#2『シオン』（2019年6月8日、池袋オペラハウス）
- 今、僕は六本木の交差点に立つ[13] (2019年9月、天王洲 銀河劇場)
- 家庭教師ヒットマンREBORN! the STAGE -vs VARIA part II-（2020年1月6日 - 13日、天王洲 銀河劇場 / 1月17日 - 19日、梅田芸術劇場 シアター・ドラマシティ）[14]
- 劇団時間制作 第二十一回公演「赤すぎて、黒」[15](2020年3月、萬劇場)
- 舞台「WELL～井戸の底から見た景色～」(2020年6-7月、新宿村LIVE)[注 1]
- OFFICE SHIKA×海外児童文学シリーズ vol.1 音楽劇「姉さんは、暖炉の上の、壺の中—My Sister Lives on the Mantelpiece」（2024年11月21日 - 12月1日〈予定〉、CBGKシブゲキ!!） - ダニエル 役[17]
- OFFICE SHIKA CHILDHOOD「クマのプーとアクマのゾゾ」（2025年4月10日 - 20日、座・高円寺1）[18]
- OFFICE SHIKA PRODUCE「世界は密室でできている。」（2025年10月23日 - 11月2日〈予定〉、シアターサンモール）[19]

### 映像
- webCM 映画「ブレイブ ストーリー」(2006年)
- 映画 大根仁監督作品「モテキ」(2011年9月)
- TV東京「ゴッドタン～マジ歌ライブ2012スペシャル」(2012年2月)
- TV東京「さばドル」第9話(2012年3月)
- 映画 入江悠監督作品「SR サイタマノラッパー ロードサイドの逃亡者」(2012年4月)
- TV東京「ゴッドタン～ストイック暗記王」(2014年5月)
- TV東京 開局50周年記念特別企画 ドラマスペシャル「永遠の0」(2015年2月)
- TV東京「フラガールと犬のチョコ」(2015年3月)
- NHKドラマ10「美女と男子」(2015年5月)
- TV東京「電子の標的」(2015年3月)
- TV東京「電子の標的2」(2016年3月)
- TV-CM Google アプリ：今年は「やりたい」からはじめよう(2016年)
- 映画 吉田大八監督作品「美しい星」(2017年)
- TV-CM マクドナルド「てりたま はみだすおいしさ篇」(2017年)
- TV東京「SR サイタマノラッパー～マイクの細道～」(2017年4月)
- 配信ドラマ めがだん「本屋のめがねくん」(2017年7月)
- TV東京「下北沢ダイハード」(2017年9月)
- TV東京「ゴッドタン～キス我慢選手権」(2018年3月)
- NHK 特集ドラマ「学校へ行けなかった私が「あの花」「ここさけ」を書くまで」(2018年9月)

### ラジオ
- NHKラジオ「劇ラヂ！ライブ2014～親愛ならざる人へ～」(2014年11月)
- NHKラジオ「劇ラヂ！ライブ2017～罪男と罰男～」(2017年5月)